# Càller
Càller (en sard Casteddu de josso o simplement Casteddu, en italià Cagliari) és una ciutat de Sardenya, capital de la regió autònoma de Sardenya i de la ciutat metropolitana de Càller. Té uns 160.000 habitants (432.000 habitants, incloent-hi l'àrea metropolitana). És a la regió de Campidano di Cagliari. Limita amb els municipis d'Assemini, Capoterra, Elmas, Monserrato, Quartu Sant'Elena, Quartucciu, Selargius, i Sestu.

## Situació

Vistes de Càller

Està situada a la desembocadura del riu Mannu. Té una universitat, fundada el 1606 i restaurada el 1764, amb una biblioteca universitària del segle xiv (que conserva els llibres del bibliòfil Montserrat Rosselló). És seu arquebisbal amb una catedral gòtica restaurada al segle xvii. Conserva el mausoleu barroc del rei Martí el Jove, mort a Sardenya el 1409. A la casa de la vila, es conserva el tríptic del Consellers, una taula de Pere Cavaro del segle xvi. Està documentada la presència de la impremta des del 1493, amb impremta fixa el 1566 dirigida per Nicolau Canyelles. S'hi van imprimir llibres en català fins al 1850, ja que la llengua catalana hi fou oficial fins al segle xvii i era compresa i parlada per molta gent des del segle xiv fins al xviii. L'escut de la ciutat fins al 1766 estava format per les barres catalanes. La moneda calleresa es va fabricar a la ciutat fins al 1821.

## Història

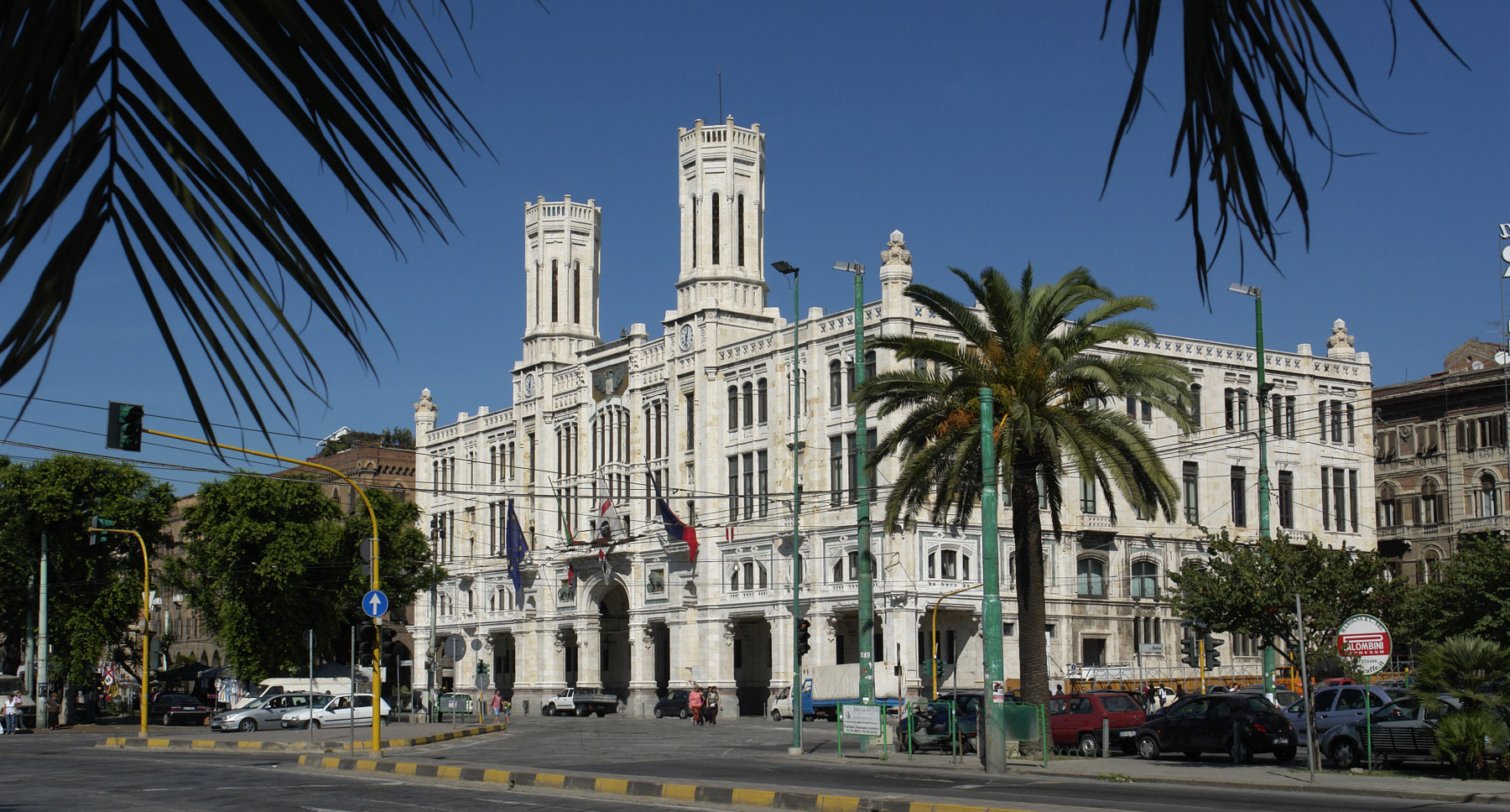
Ajuntament de Càller

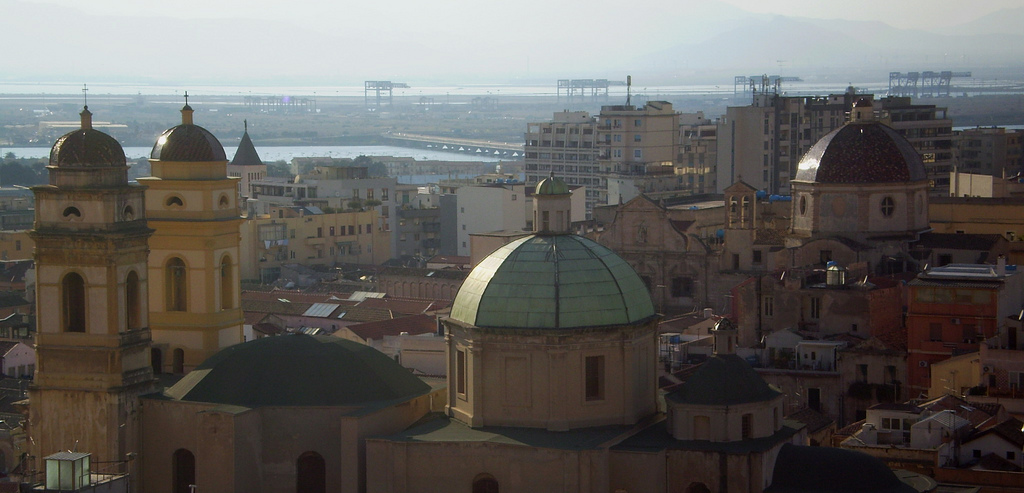
Església de Sant'Anna (barroc piemontès) i Sant Michele (barroc espanyol)

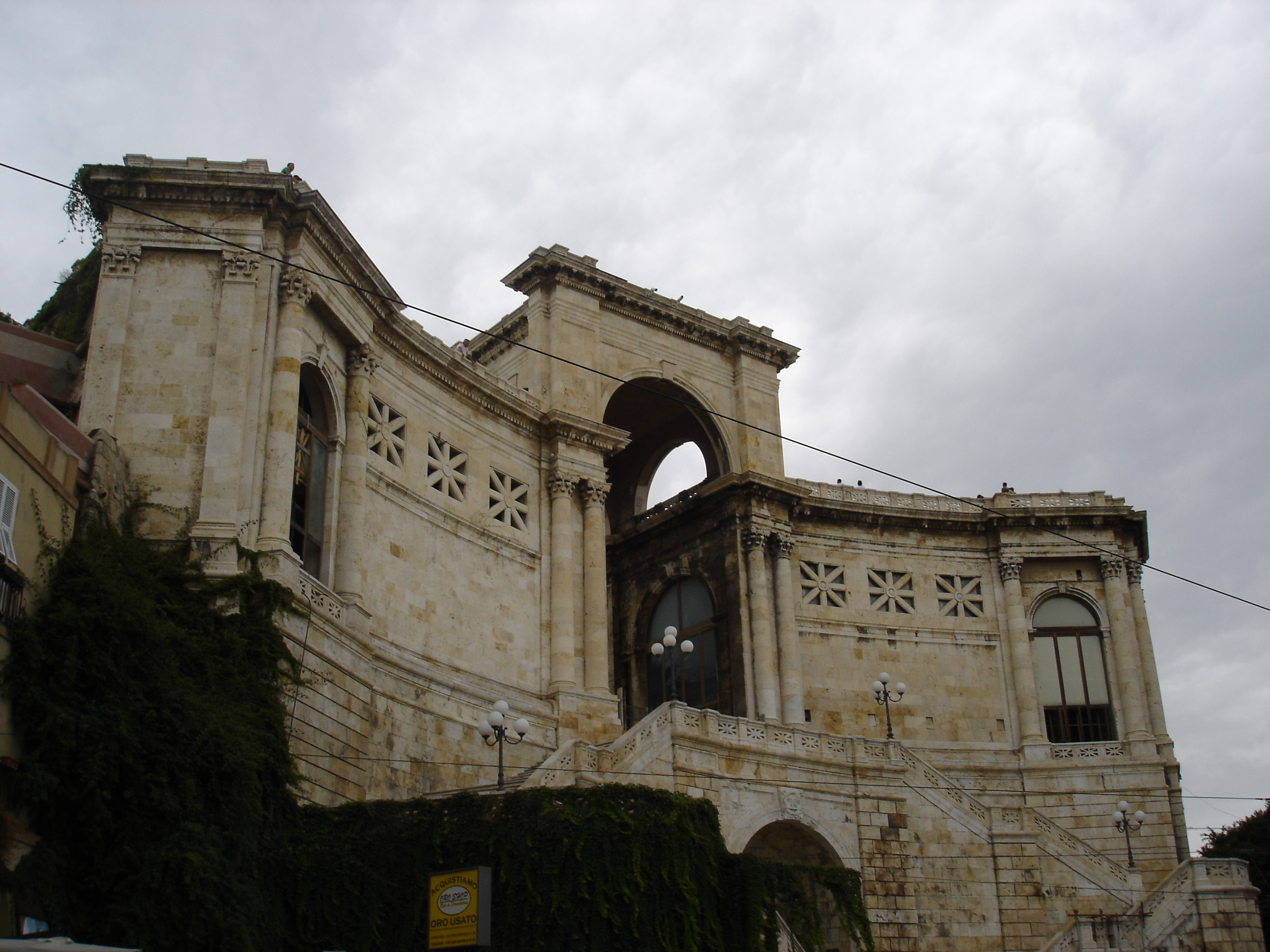
Bastione de Saint Remy

Escut de Càller (1493-1776)

Antigament, es va dir Caralis i era la ciutat més gran de l'illa de Sardínia, situada a la costa sud, al golf Sinus Caralitanus. Se la suposa fundada pels fenicis o cartaginesos vers el segle vii aC. No se l'esmenta durant la conquesta romana de l'illa (238 aC), però en la Segona Guerra Púnica fou quarter general del pretor T. Manlius, des d'on va portar les operacions contra els cartaginesos; també apareix com la principal base naval romana a l'illa i residència del pretor. Florus li dona el títol de capital de Sardinia i diu que fou ocupada i castigada per Graccus, però Livi diu que les ciutats de l'illa foren lleials a Roma i que la revolta només va afectar les tribus de les muntanyes.
En la guerra entre Cèsar i Pompeu, fou la primera a declarar-se per Cèsar i les altres ciutats de l'illa la van seguir amb poques excepcions. Cèsar s'hi va parar amb la seva flota en tornar de l'Àfrica. Uns anys després, l'illa va caure en mans de Menas, el lloctinent de Sext Pompeu, i Caralis fou l'única ciutat que se li va resistir, però fou ocupada després d'un setge no gaire llarg.
Durant tot l'imperi, va continuar com a capital de l'illa. La ciutat mai no va ser colònia, però els habitants van obtenir els drets de ciutadania.
A la meitat del segle v va caure en mans dels vàndals com la resta de l'illa (455), i els bisbes africans que no acceptaven l'arrianisme s'hi van refugiar.
De l'època romana, es conserven l'amfiteatre i un aqüeducte, a més d'altres restes menors. També hi ha antigues cisternes, les ruïnes d'un temple circular i molts sepulcres que, probablement, van ser-ne la necròpoli.
Va passar a domini romà d'Orient el 633. Amb l'hegemonia dels musulmans al Mediterrani, es va constituir a Caralis un govern local nominalment dependent de Constantinoble i, de fet, independent, al front del qual hi ha Gialeto (687-722). Des del 720 al 880, la regió fou objecte dels repetits atacs sarraïns. El govern autònom es va expandir cap a l'interior i amb les terres de part de l'illa va formar el jutjat de Càller, que va tenir la capital a S. Igia, prop dels aiguamolls del mateix nom.
Donada Sardenya pel papa Bonifaci VIII a la corona d'Aragó el 1297, la conquesta aragonesa de Sardenya va començar el 1323 i, el 19 de juny de 1324, després de la caiguda de Càller, se signa la capitulació, segons la qual la República de Pisa cedeix a En Jaume el Just tots els drets sobre Sardenya. Fou assetjada pels catalans i el castell ocupat el 1326 i s'hi va introduir l'administració catalana. El governador català de Càller era al mateix temps governador de tota l'illa, fins que el 1354 es va repartir el comandament amb el de Logudor.

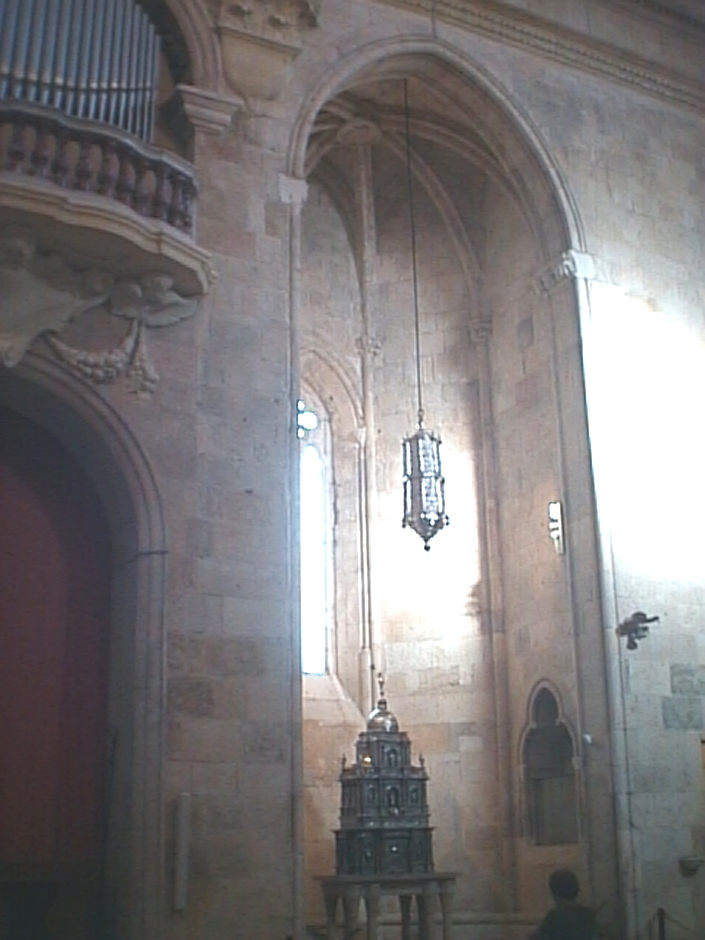
Capella de la Santa Espina a la catedral de Càller. Aquesta capella fou edificada cap al 1328, poc després de l'ocupació catalana, i és un exemple notable del gòtic català de Sardenya

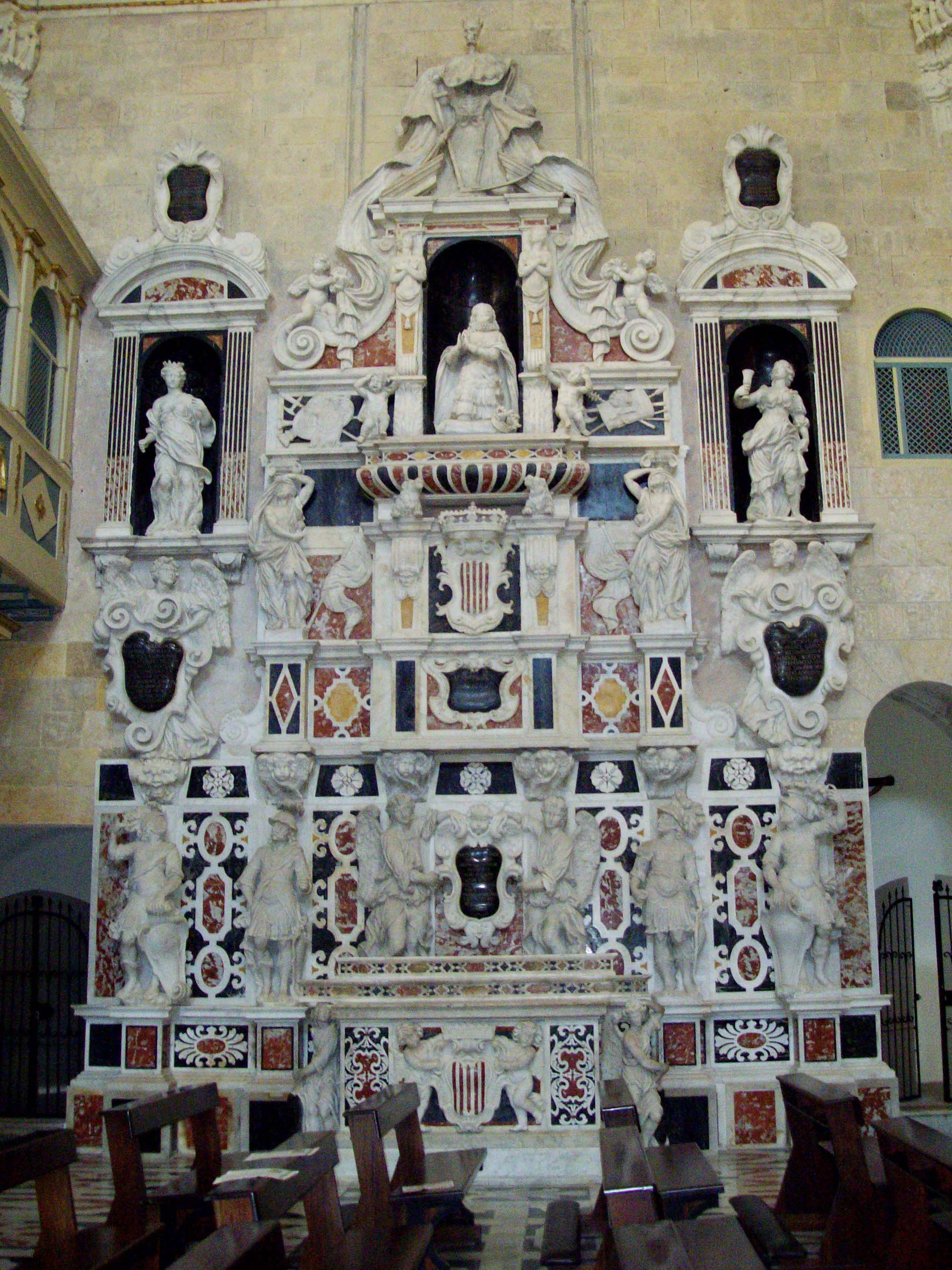
El mausoleu de Martí el Jove a l'interior de la catedral

Càller va patir 10 epidèmies entre 1348 i 1688 i un incendi que en destruí un terç, el 1388. La ciutat fou assetjada sense èxit pels jutges d'Arborea el 1375, ja que la flota catalana va arribar a temps. El 1355, s'hi van celebrar les corts insulars, cosa que es va repetir el 1421 i 1481. Els jueus, establerts a Càller al segle xiii, en foren expulsats el 1492. El port de Càller fou la base per a l'expedició a Tunis d'Alfons el Magnànim (1435) i de Carles V (1535), també del grup dels sards dirigits que van anar a la Batalla de Lepant el 1571.
Al segle xvi, es va disputar amb Sàsser la primacia de l'illa. Fou residència dels lloctinents i virreis catalans que havien substituït els antics governadors.
En la Guerra de Successió Espanyola, Càller fou partidària de Felip V de la Dinastia borbònica, però la flota anglesa la va bombardejar i va passar al bàndol austriacista. El 1713, l'illa fou lliurada a l'Imperi Austríac pel tractat d'Utrecht. El cardenal Alberoni hi va dirigir una expedició que va assetjar i conquerir la ciutat el 1717, tot i l'heroica defensa del coronel català Jaume Carreres. Pel tractat de Londres de 1718, l'illa fou transferida a Savoia, i va agafar el nom de Regne de Sardenya el 1720. Els virreis savoians van residir a Càller.
Un intent de desembarcament francès dirigit per l'almirall Truguet el 28 de febrer de 1793 (que va desembarcar a Quartu) fou rebutjat per les milícies locals dirigides pel comandant Girolamo Pitzolo, en una batalla a la plana de S. Bartolomeo. Els sards van demanar participació en el govern del regne, però no es va concedir i va esclatar una revolta. Els piemontesos foren capturats el 7 de maig de 1794 i expulsats en un vaixell de l'illa. El govern de Torí va enviar un nou virrei, el marquès de Vivalda, i finalment va accedir a nomenar Girolamo Pitzolo, l'heroi de la revolta, com a governador general del rei. No li va durar la popularitat i fou mort en uns avalots populars.
Quan el Piemont fou ocupat i el rei es va rendir el 8 de desembre de 1798, representants de l'estament de Càller van oferir-li el trasllat de la cort savoiana a Càller, que es va efectuar el 3 de març del 1799.
El 1814, el rei va tornar al continent i va deixar com a virrei Carlo Felice i després va abdicar. Els anys següents, la gana va fer estralls a la ciutat, especialment el 1812. El 20 de maig de 1814, el rei de Savoia va poder retornar a Torí.
El 1847, el consell general de Càller va demanar al rei d'incloure els sards dins la unió italiana i tenir els mateixos drets que els italians. A conseqüència d'aquests moviments polítics que encara no van portar a la unitat italiana, es van abolir el virregnat i la secretaria d'estat i guerra. El 1861, els Savoia foren reis d'Itàlia. Llavors, es va obrir el debat sobre l'eliminació de les muralles de les quals només van restar les de Castello. La ciutat fou reestructurada sota la direcció de l'arquitecte Gaetano Cima.
L'alcalde Ottone Bacaredda va fer importants obres públiques i va canviar la fesomia de la ciutat al final del segle xix i les dues primeres dècades del xx. Durant el període feixista, també va ser objecte d'una remodelació important.
El 1943, va patir bombardejos aeris dels aliats per la seva posició de port i aeroport estratègic. El 1949, va esdevenir capital de la regió autònoma de Sardenya.

## Monuments i llocs d'interès

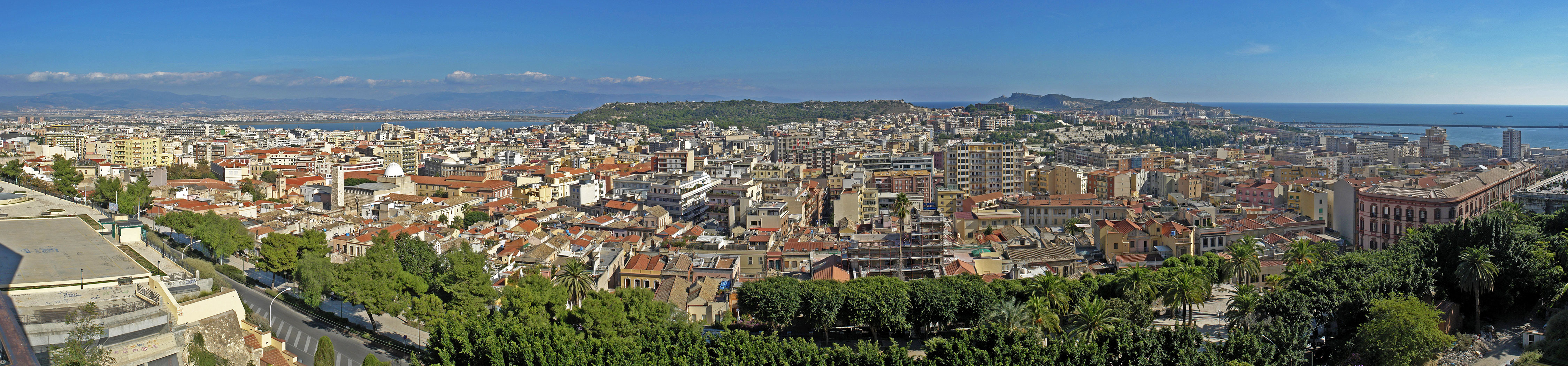
Vista panoràmica de Càller

### Esglésies

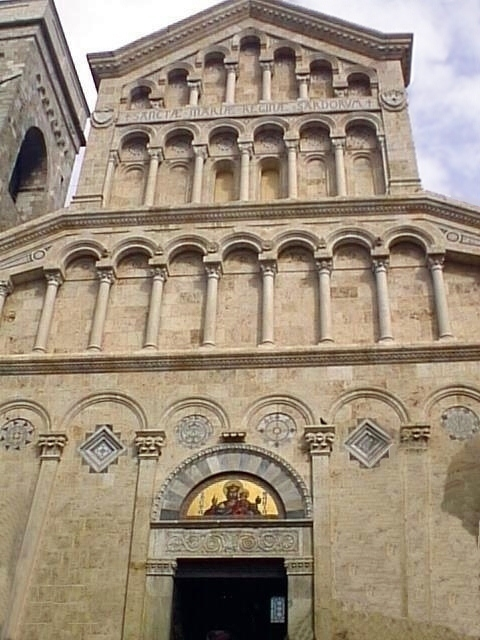
Catedral

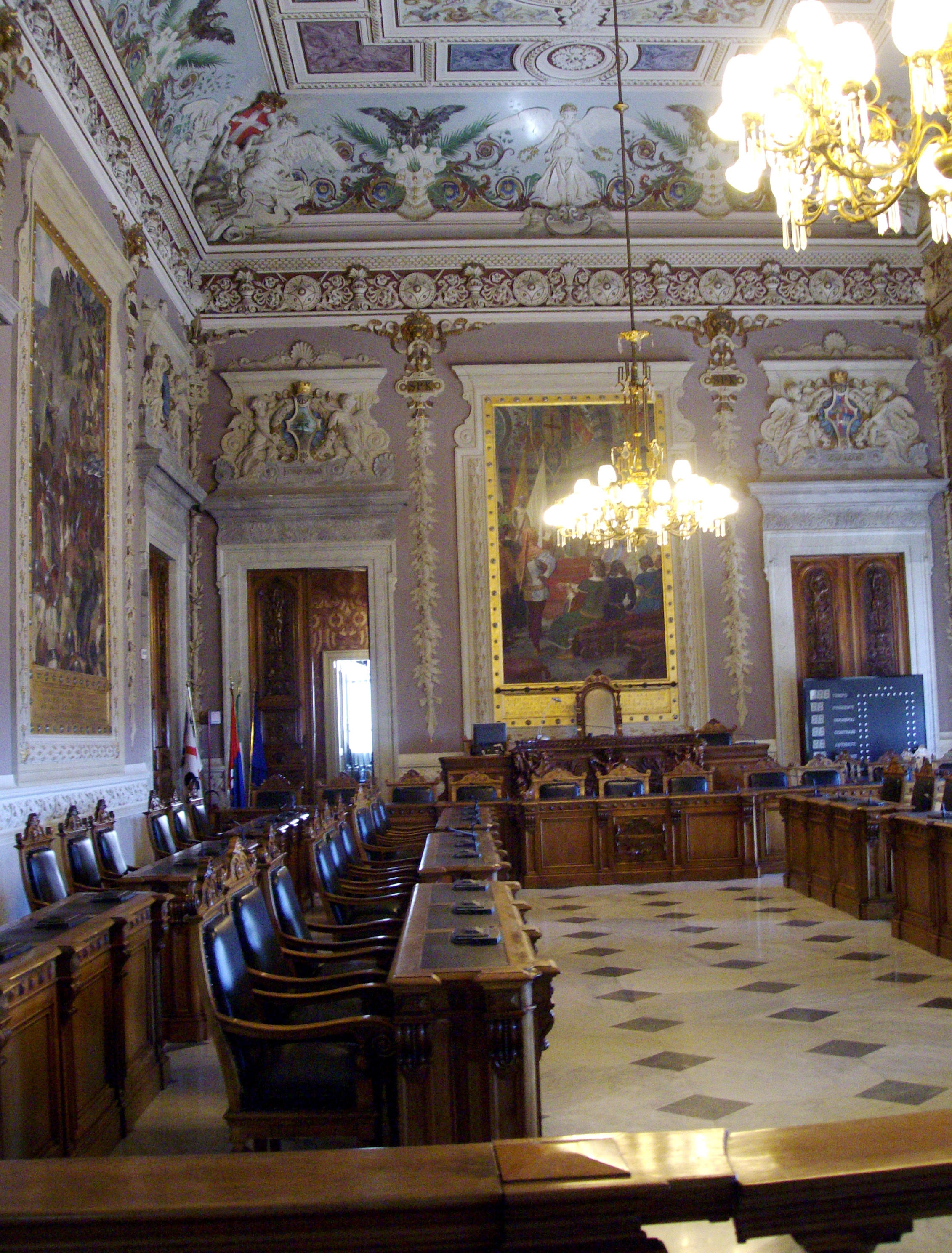
Palau Reial

Esglésies més importants de Càller:
- Catedral de Càller
- Nostra Signora di Bonaria.[2]
- Sant'Anna
- San Michele
- San Saturnino
- Sant'Agostino
- Santa Croce
- Sant'Efisio
- Della Purissima
- Santa Maria del Monte
- San Domenico
- San Pietro de pescadors
- San Francesco da Paola
- San Giacomo
- Santo Sepolcro
- Sant'Eulalia

### Palau i museus
- Palau Reial
- Palau Cívic
- Museu Arqueològic Nacional "Cittadella dei Musei"

### Places
- Plaça del Carmine
- Plaça Yenne
- Plaça Matteotti
- Plaça Palazzo

### Altres llocs d'interès

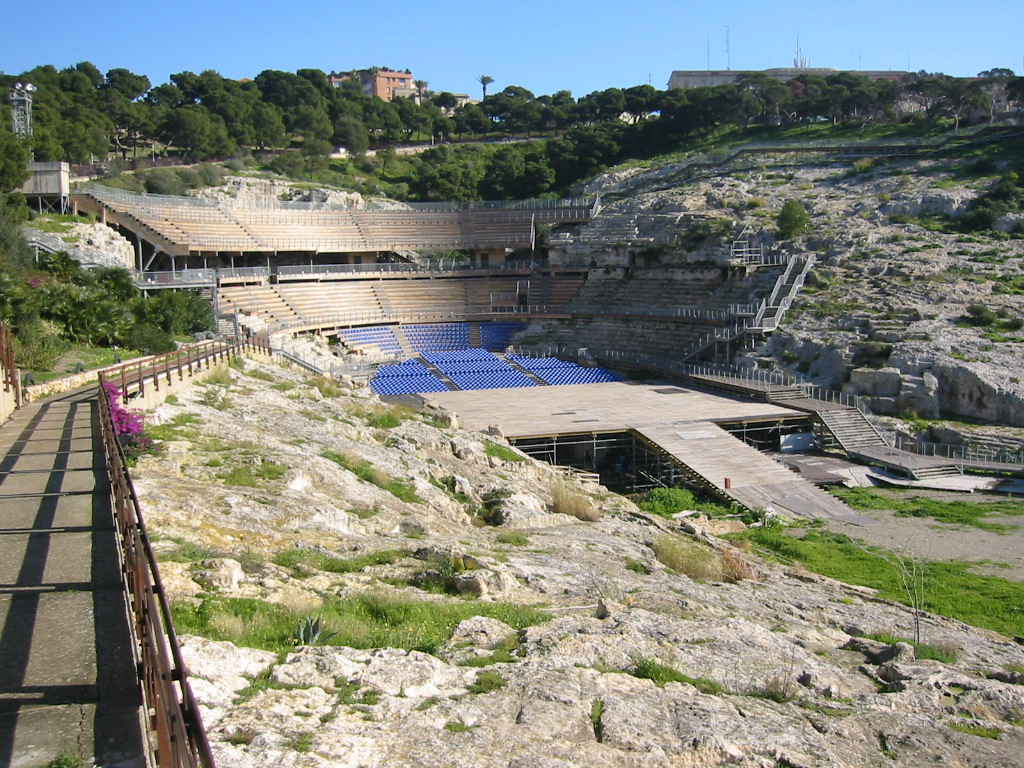
Amfiteatre romà

- Amfiteatre romà
- Necròpoli púnica de Tuvixeddu
- Pinacoteca nacional
- Galeria municipal d'Art
- Orto Botanico (Jardí Botànic)
- Bastione de Saint Remy
- Torre de l'Elefant
- Torre de Sant Pancraç

## Administració
| Període   | Identitat       | Partit                 |
| --------- | --------------- | ---------------------- |
| 1994-2001 | Mariano Delogu  | Centredreta            |
| 2001-2011 | Emilio Floris   | Centredreta            |
| 2011-2019 | Massimo Zedda   | Centreesquerra         |
| 2011-2019 | Bruno Carcangiu | Comissari del prefecte |
| 2019-     | Paolo Truzzu    | Centredreta            |

## Personatges il·lustres
- Giuseppe Brotzu, president de Sardenya.
- Vittorio Angius, autor de l'himne nacional sard.
- Efisio Pintor Sirigu (1765-1814), advocat i poeta en sard i en italià
- Emilio Lussu, un dels pares del nacionalisme sard i fundador del Partit Sard d'Acció.
- Ennio Porrino (1910-1959) compositor d'òpera.
- Pietro Amat di San Filippo (1822 – 1895), historiador sard.
- Renzo Sabatini (1905-1973), violoncel·lista.
- Piero Schiavazzi (1875-1949), tenor.

## Galeria fotogràfica

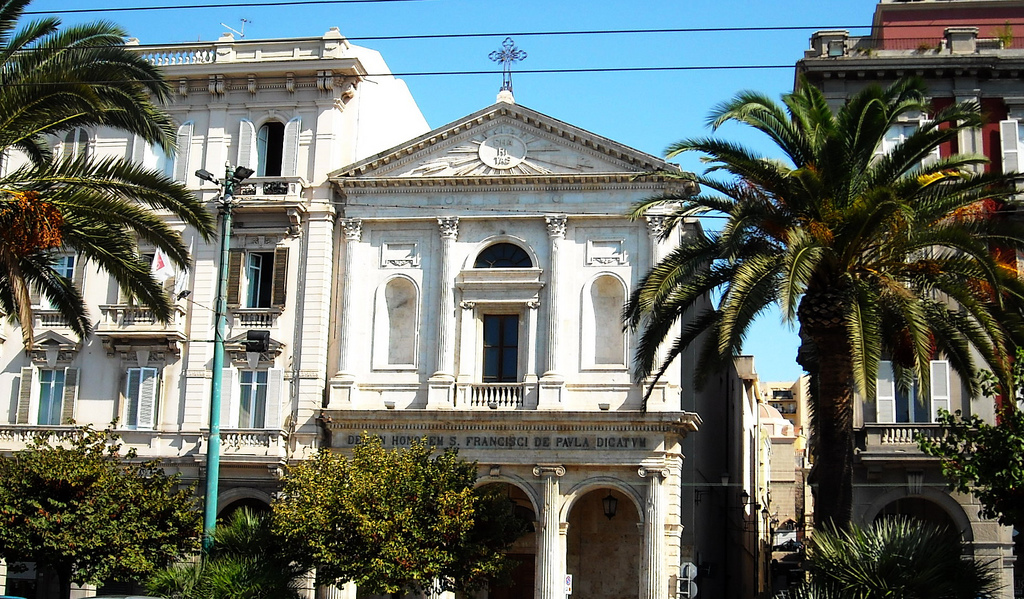
Església de San Francesco da Paola
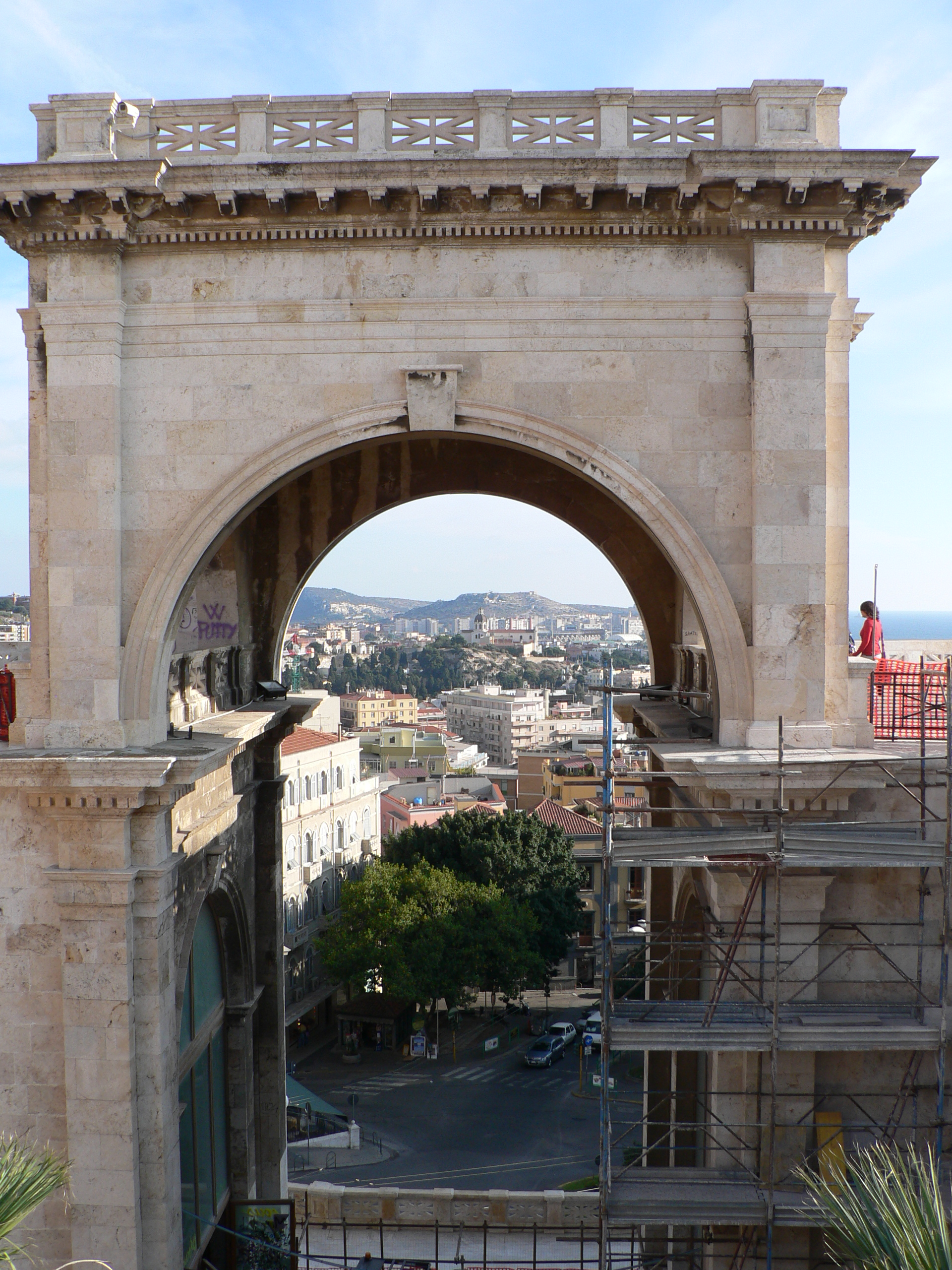
Pòrtic del Bastió San Remy
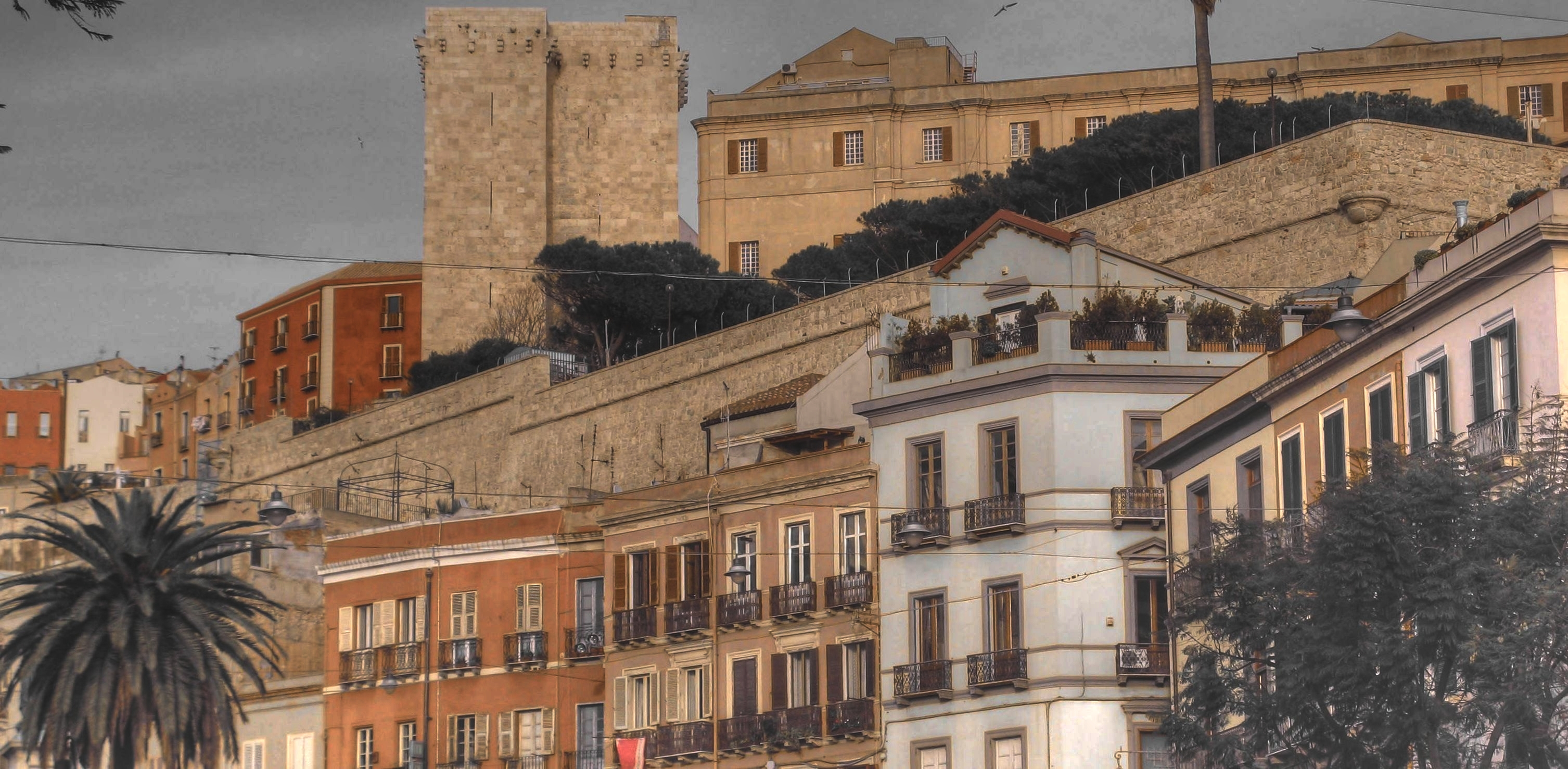
Torre de l'elefant a Piazza Yenne
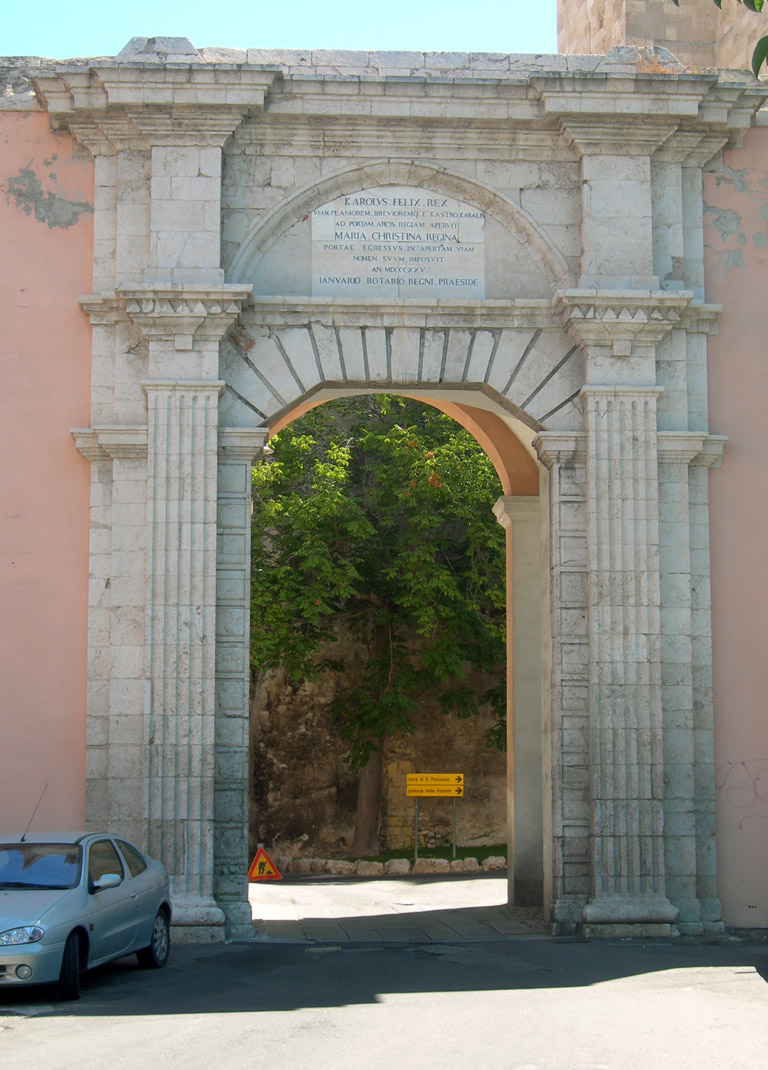
Porta Cristina
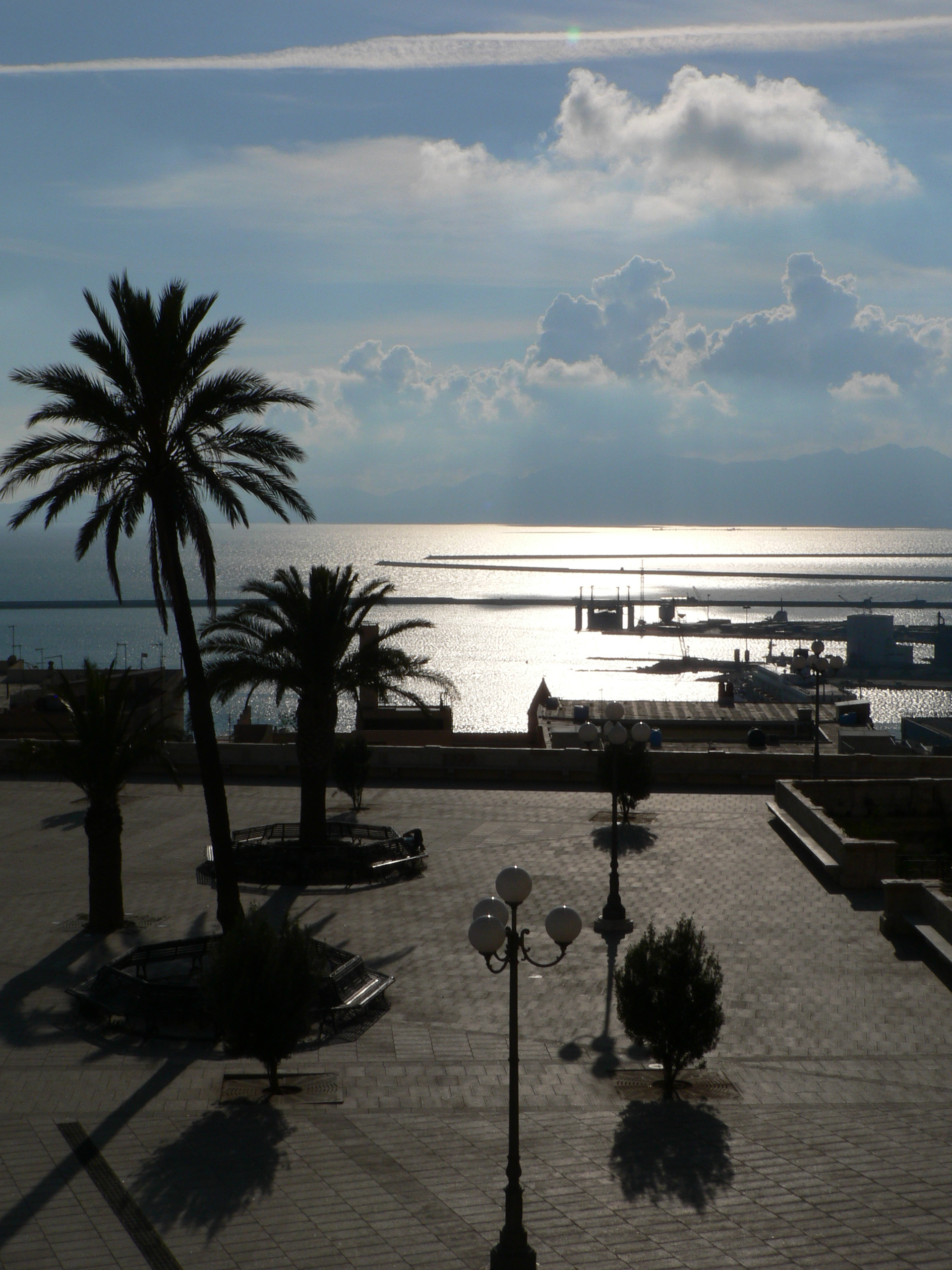
Castell
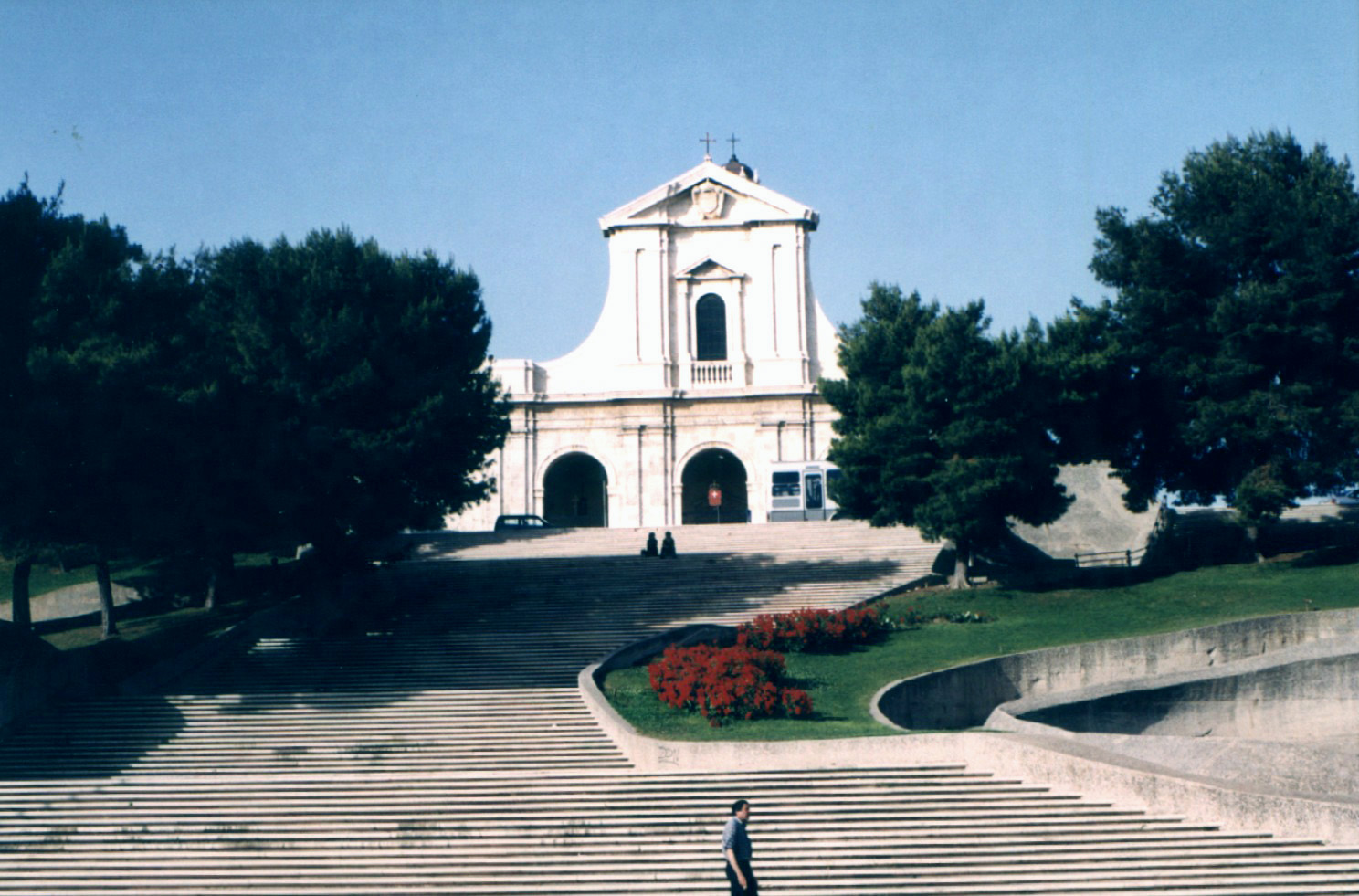
Basílica de Bonaria
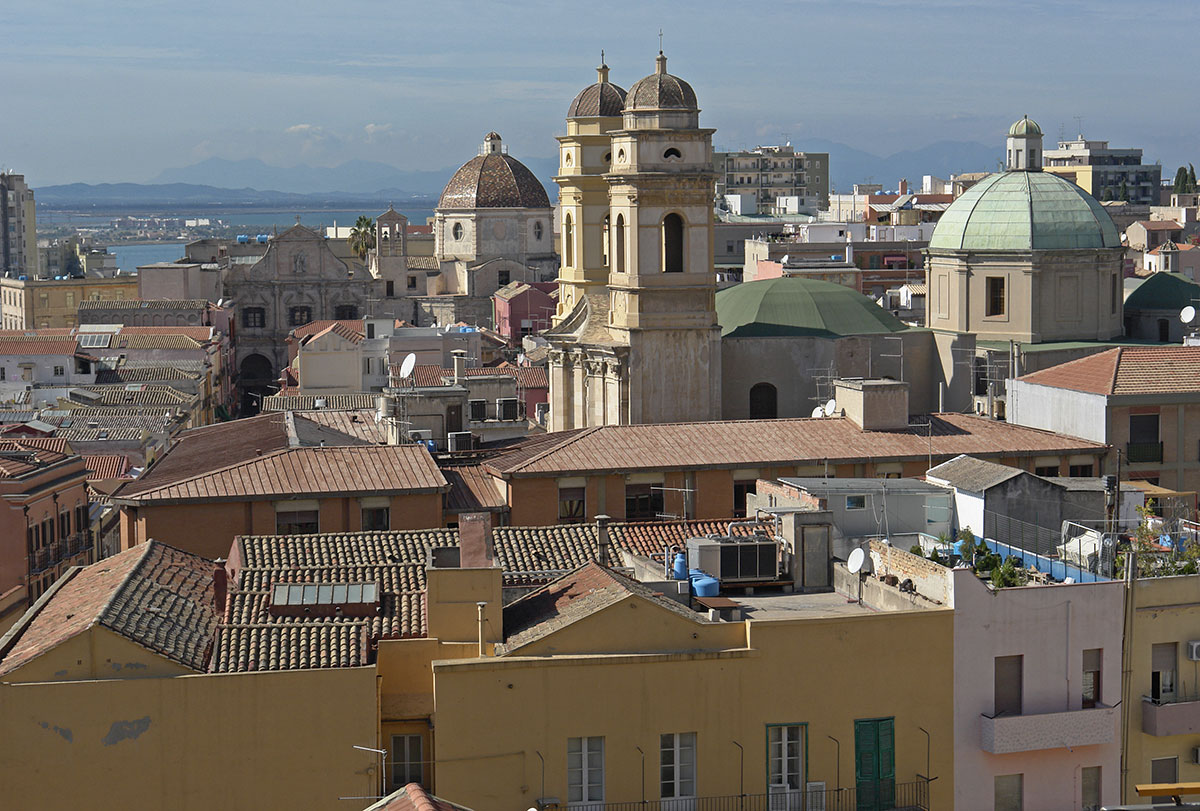
Stampace
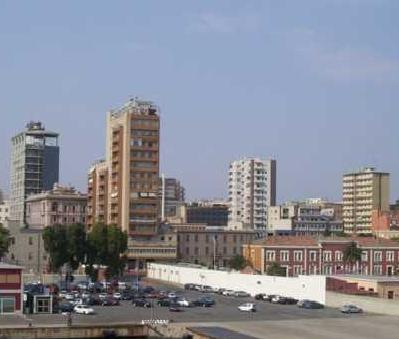
Palau a la zona Marina-Bonaria
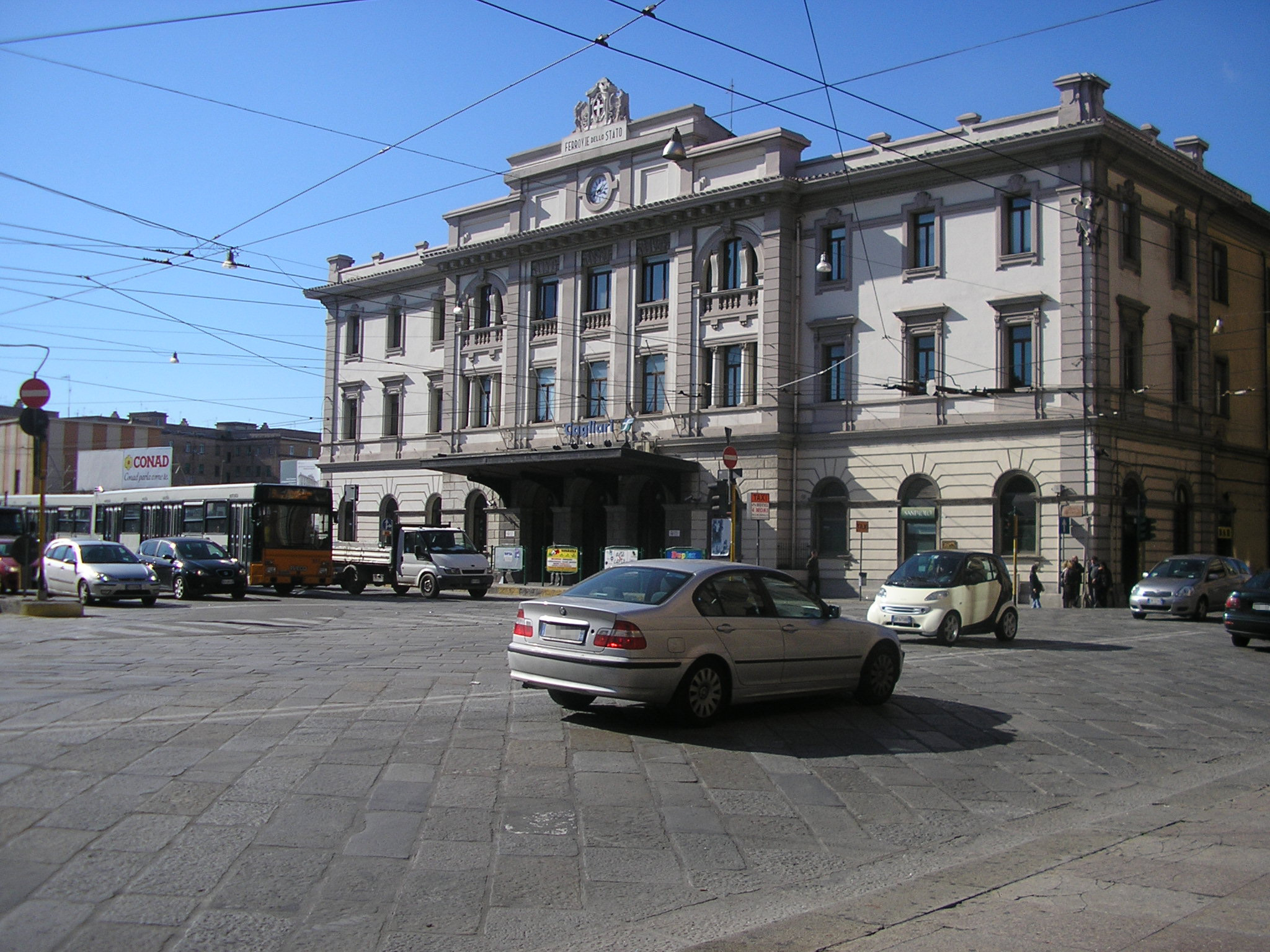
Estació de ferrocarril
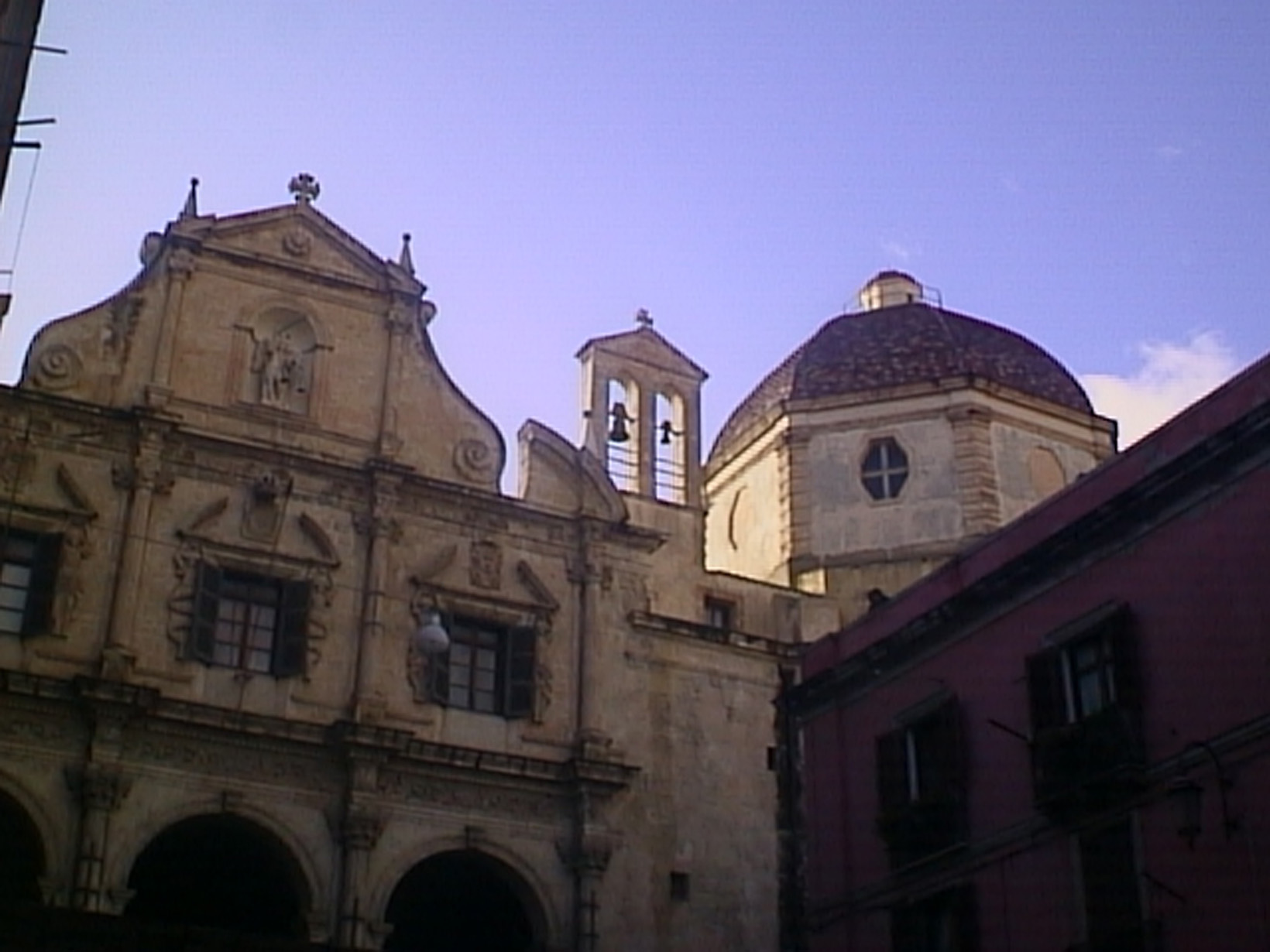
Església barroca de San Michele
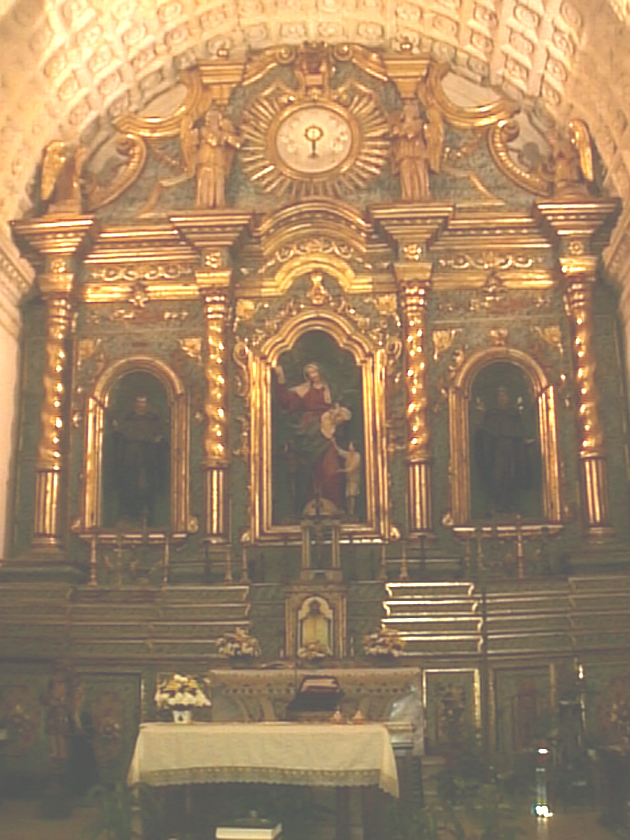
Altar major de l'església de Sant'Agostino (segle xvi)
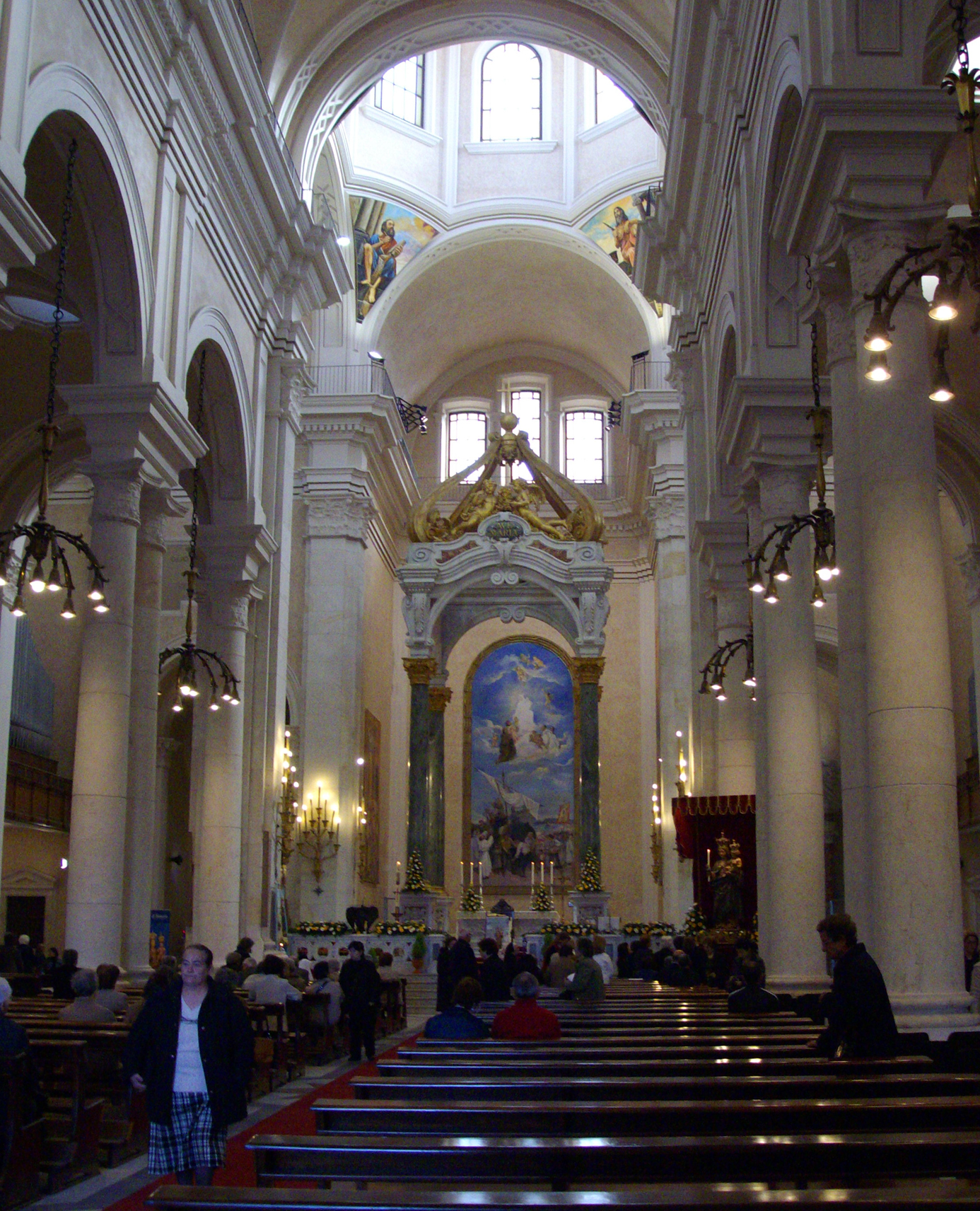
L'interior de la basílica de Bonaria
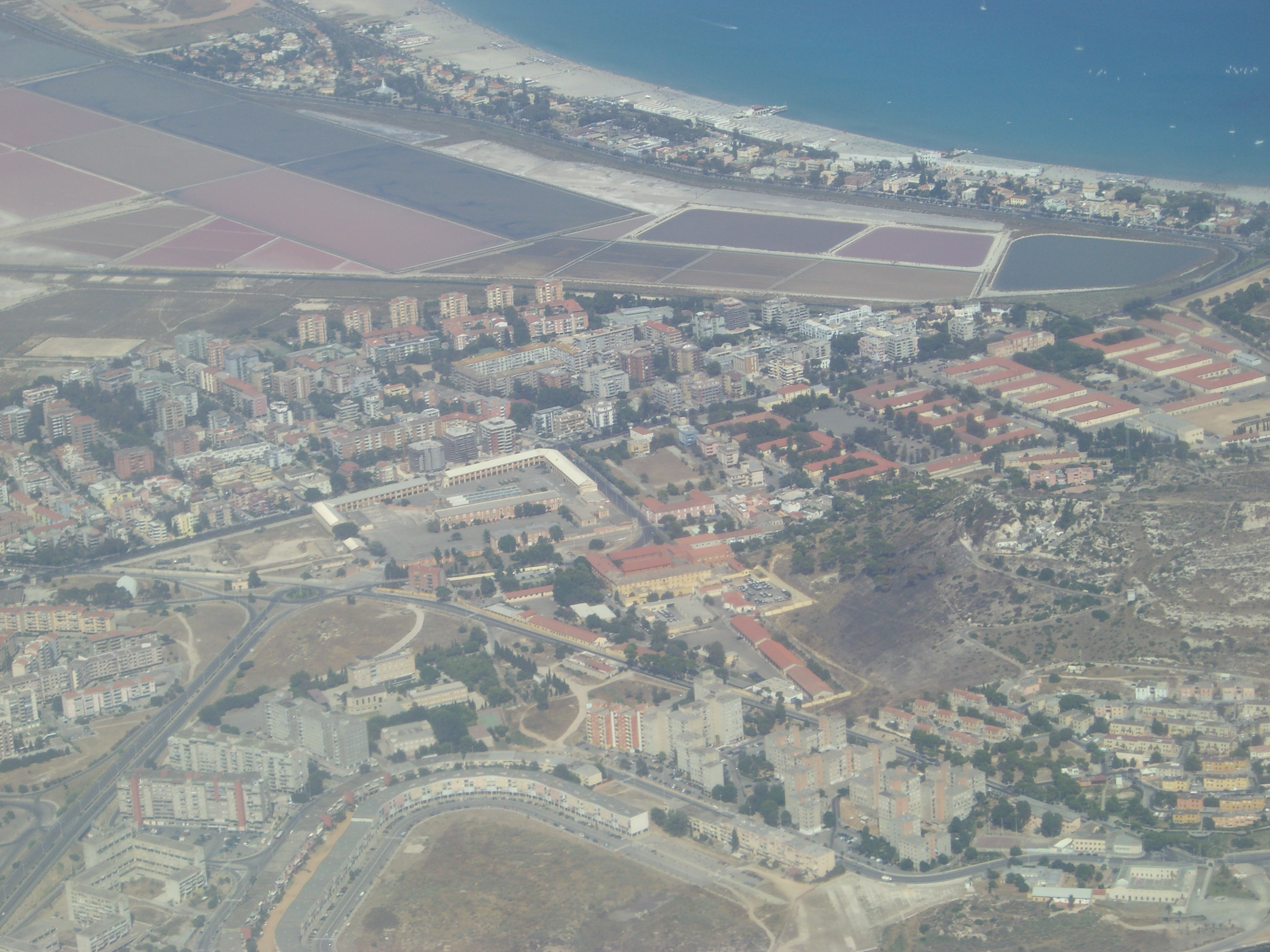
Vista aèria: S. Elia, Molentargius i Poetto
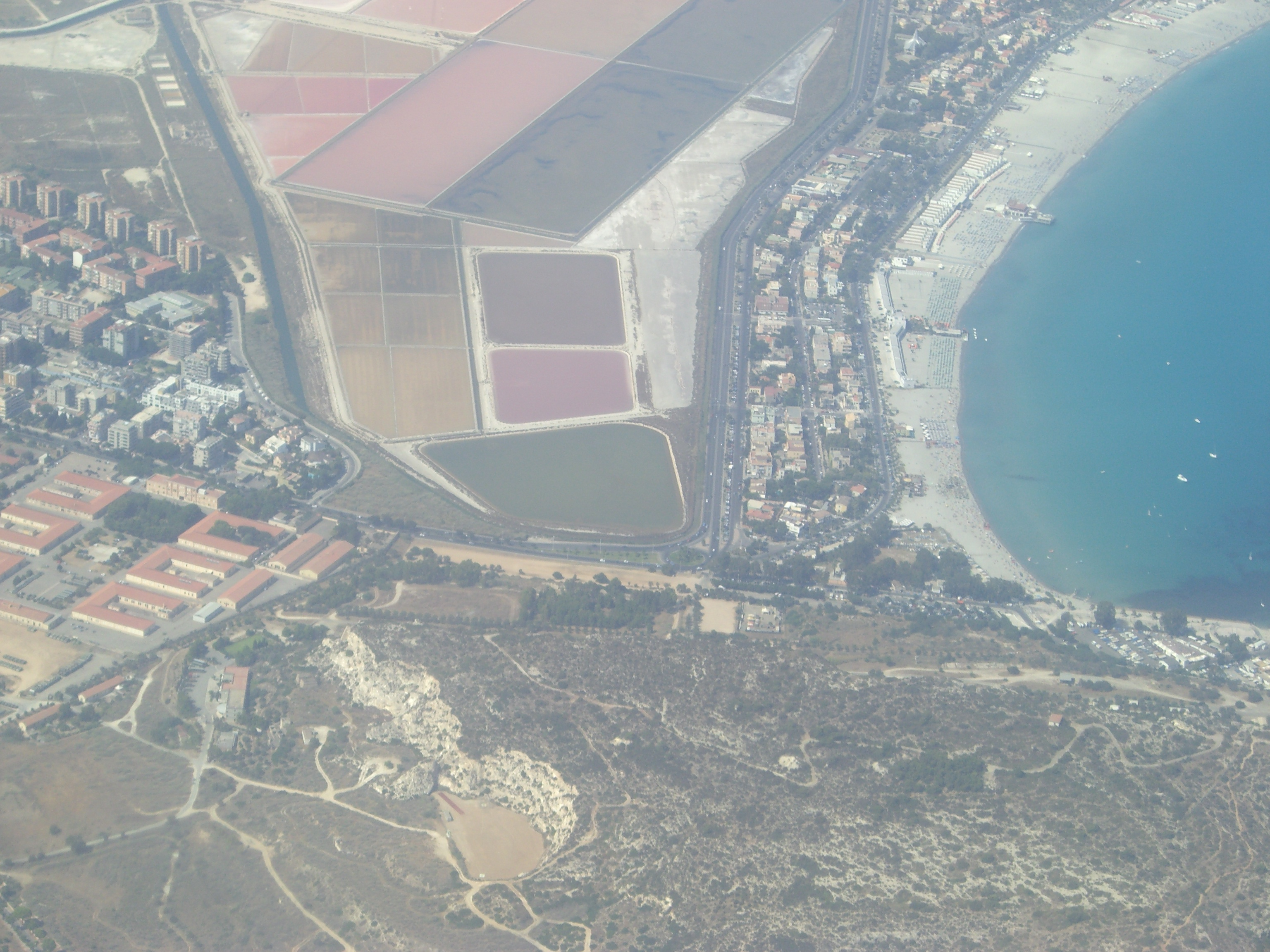
Vista aèria: Quartiere del Sole, Molentargius, Sella del diavolo i Poetto
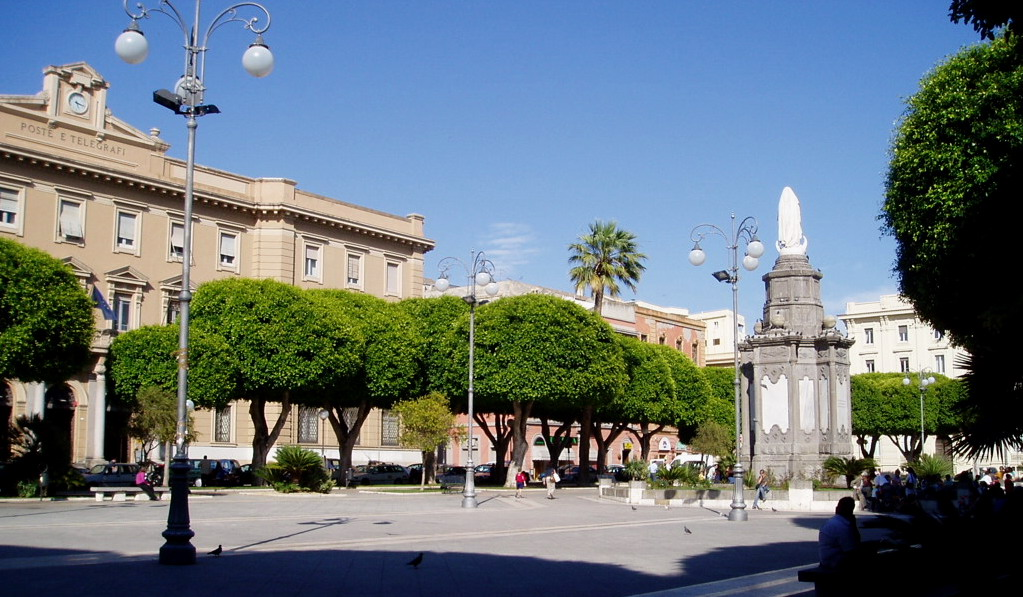
Plaça del Carmine
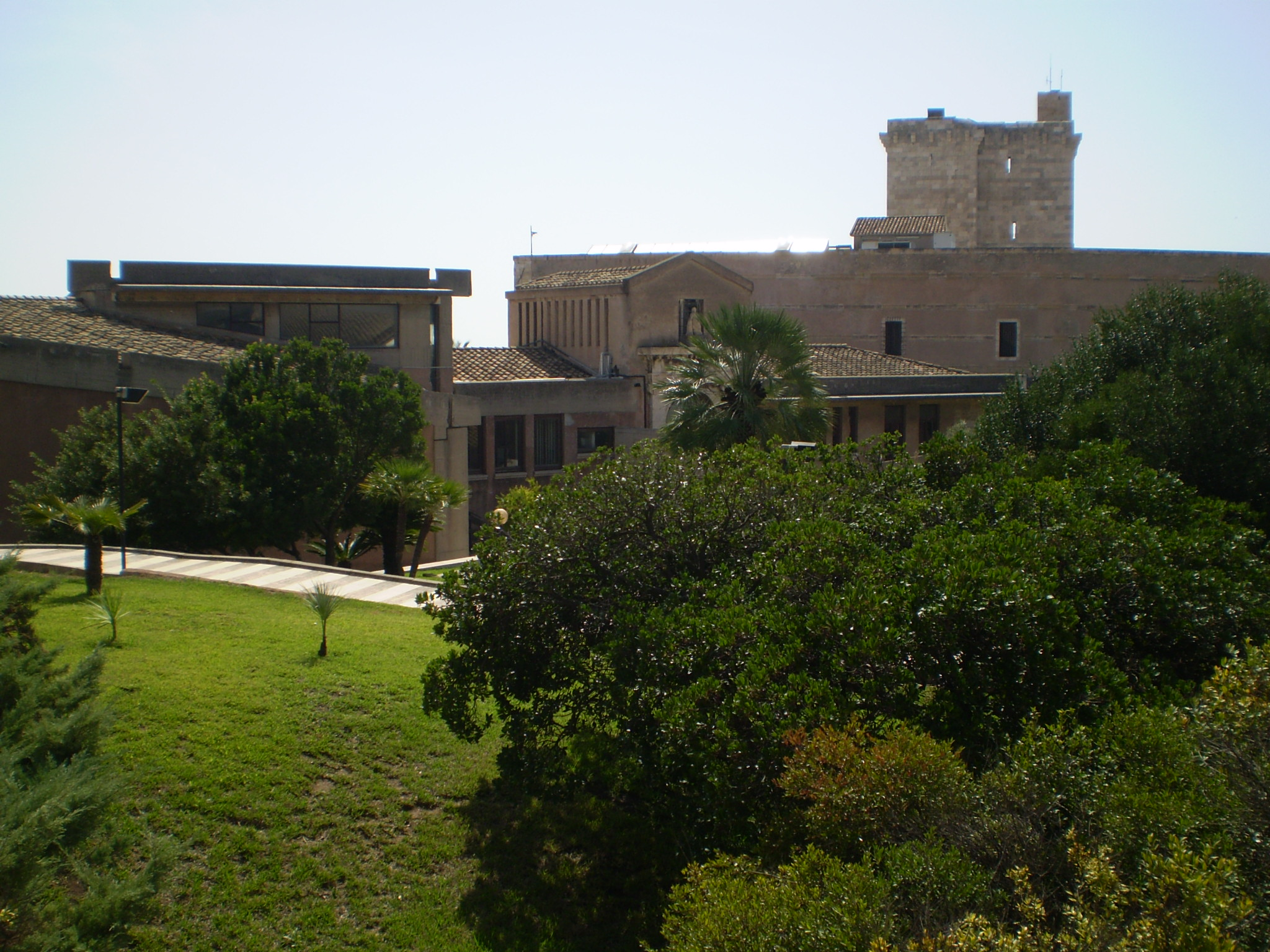
Museu Arqueològic